# Eva Laky
Eva Laky är en ungersk kanotist.
Hon tog bland annat VM-guld i K-2 200 meter i samband med sprintvärldsmästerskapen i kanotsport 1994 i Mexico City.